# Pavao Božov Kamenarović
Pavao Božov Kamenarović (Dobrota, 31. prosinca 1821. – Dobrota, 1. srpnja 1908.), hrvatski pjesnik i kulturni djelatnik, pomorski kapetan, lokalni dužnosnik i saborski zastupnik, jedna od središnjih osoba kulturnog i društvenog života svog vremena, brodovlasnik i rodoljub.

## Životopis
Rođen u Dobroti u uglednoj pomorskoj i brodovlasničkoj obitelji Kamenarović. 
Škole završio u Trstu i Livornu. Imao vlastiti brod Ljubezni s kojim je plovio ka Trstu, Alžiru i Carigradu. Potom položio kapetanski ispit 1843. godine. U rodnoj Dobroti tajnikom pomorskih osiguravajućih društava. Prvo u  Družbi bratinske pomorske sigurnosti od 1849. do 1858., a poslije toga prešao u Nazionale assicurazione u kojem je bio do 1874. godine. Od 1865. do 1899. radio u područnom uredu za Boku kotorsku klasifikacijskoga zavoda Veritas Austriaco (od 1867. Veritas Austro-Ungarico).
Obnašao dužnost gradonačelnika Dobrote. Bio zastupnik izbornoga kotara Kotor—Perast—Herceg-Novi u Dalmatinskome saboru kao član Srpske narodne stranke od 1895. do 1901. godine. Zaslužnik osnivanja građanskog društva Plemenito tijelo Bokeljske mornarice 1859. godine. Među osnivačima Slavjanske čitaonice u rodnom gradu 1862. godine. Pisao prigodnice na hrvatskom i talijanskom jeziku koje je objavio u Slovincu, Narodnome listu, Katoličkoj Dalmaciji, Crnogorki, Zemljaku, Dubrovniku, Glasu Boke. Pjesme su bile uglavnom soneti, sadržajem prigodne, domoljubne, pomorske i nabožne. U Bokeljskoj mornarici nosio čin majora.

## Čitulja objavljena u listu "Boka"
Čitulja. U Dobroti dne 1. ov. mj. poslije duge bolesti preminuo je u dubokoj starosti, u 87. godini, zaslužni patriot i vrli narodni borac kapetan Pavo Kamenarović, komendator crnogorskog Danilovog reda III. stepena, bivši načelnik Općine Dobrotske i srpski narodni zastupnik gradova Kotora, Hercegnovoga i Perasta na dalmatinskom saboru u Zadru. Bio je odličan domaći pjesnik i ljubitelj narodne knjige, dobro poznat kao čelik karakter po svoj našoj Boki. S njim je nestao jedan od pravih starih bokeljskih tipova. Neka je ovom zaslužnom starini laka gruda rogjene zemlje.